# مقاطعة ليون (كنتاكي)
مقاطعة ليون (بالإنجليزية: Lyon County)‏ هي إحدى المقاطعات في ولاية كنتاكي في الولايات المتحدة الأمريكية.